# 骨软骨瘤病
骨软骨瘤病（osteochondromatosis）又称骨软骨外生性骨疣，是一种与骨软骨瘤（osteochondroma）增殖（proliferation）有关的病症，其为一种良性病变，可能是多发肿瘤性的，常累及关节、滑囊和腱鞘的滑膜，在这种病变中，滑膜的结缔组织细胞发生化生而形成软骨。
骨软骨瘤病可分为如下两类： 
- 遗传性多发性外生骨疣
- 滑膜骨软骨瘤病

骨软骨瘤（osteochondroma）又称骨性外生物、软骨性外生物，是一种常发生于长骨外表面的良性肿瘤，为有软骨帽（cartilaginous/cartilage cap）的骨性突起，有髓腔，与基底部骨的髓腔相延续。骨软骨瘤常见于青少年，在骨发育生长结束时，病变也停止发展。骨软骨瘤可能由骺板（epiphyseal plate）发育异常引起，通过软骨内成骨（endochondral ossification）增生而生长。
- 流行病学：常见于5-20岁的儿童，发病率较高（1%）。
- 临床表现：无症状，除非受到刺激或体积较大，罕见神经压迫（如臂丛受压），假性动脉瘤等。
- 好发部位：膝关节（股骨远端、胫骨近端），因软骨生长旺盛。
- 影像学表现：在股骨、胫骨近端的骨髓腔内形成外生突起，有短梗或长柄，外缘光滑，与骨质相同，骨皮质弯曲，骨髓腔连通，非常具有特征性。
- 超声检查：可见到一层软骨覆盖的几毫米大小的结节，可确诊。
- 治疗：轻度者无需治疗，有不适或较大者需手术切除。
- 并发症：可能恶性变为软骨肉瘤（来自软骨盖）。
- 变异型：多发性外生骨瘤病（osteochondromatosis），为遗传性疾病，表现为肢体畸形和多发性外生骨瘤，恶变为软骨肉瘤的风险较高（10-20%），特别是躯干、肩带和膝盖部位。30岁以上的患者需要每年进行全身MRI检查。